# Заболотье (деревня, Ельский район)
Заболотье (бел. Забалацце, Забалоцце) — упразднённая деревня в Ельском районе Гомельской области Белоруссии. В составе Старовысоковского сельсовета.

## География
Располагалась в 3 км на северо-восток от д. Будки Старовысоковского сельсовета.

## История
Деревня на территории Ельского района Гомельской области, уничтоженная немецко-фашистскими захватчиками вместе с жителями во время Великой Отечественной войны.
Перед войной в деревне жило 289 человек.
Во время карательной операции 18 июля 1942 года гитлеровцы убили 167 жителей и сожгли деревню (76 дворов).
После войны не возродилась.
На могиле жертв нацизма, захороненных на территории бывшей деревни, в 1975 году установлена стела с барельефными изображениями мужчин, женщин и детей.
Деревня увековечена в мемориальном комплексе «Хатынь».

## Население

### Численность
- 1941 год — 289 жителей

### Динамика
- 1941 год — 289 жителей

## Достопримечательность
- Памятник на могиле уничтоженных гитлеровцами жителей деревни Заболотье Ельского района Гомельской области[3]

## Примечание
- Белорусская энциклопедия. Заболотье
- Заболотье. Гомельский областной музей военной славы.
- Деревни Заболотье, Копанка, Круглое Ельского района — «сестры» Хатыни. Народны голас.